# Walzenbach
Der Walzenbach ist ein eineinhalb Kilometer (über seinen längesten Quellast hat er eine Länge von etwa 2,6 km) langer rechter und westlicher  Zufluss des Schafbachs im Westerwald.

## Geographie

### Verlauf
Der Walzenbach entspringt in einem Waldgebiet in drei Quellästen nordöstlich von Ailertchen. 
Nach dem Zusammenfluss der Quellbäche fließt er zunächst in südöstlicher Richtung, unterquert die B 255 und läuft danach am Nordrand des Waldes entlang. Kurz vor Ahlsberg fließt ihm von rechts ein Bach zu, welcher auf manchen Kartenwerken als Oberlauf des Walzenbaches geführt wird. 
Der Walzenbach fließt nun in Richtung Nordosten, wendet sich dann nach Osten und mündet schließlich in den Schafbach.

### Flusssystem Elbbach
- Fließgewässer im Flusssystem Elbbach